# Рябов Руслан Костянтинович
Русла́н Костянти́нович Ря́бов (1971—2014) — солдат резерву МВС України, учасник російсько-української війни.

## Життєпис
Народився 1971 року в місті Кривий Ріг. У 1986—1990 роках навчався в Автотранспортному коледжі Державного вищого навчального закладу «Криворізький національний університет» за спеціальністю «Експлуатація автомобільного транспорту». Працював у Мелітополі на Запорізькому автомобільному заводі. З 2001 року проходив військову службу, служив на патрульному катері. Учасник Революції Гідності, з Майдану добровольцем пішов на фронт.
Розвідник, 2-й батальйон спеціального призначення НГУ «Донбас».
Загинув 29 серпня 2014 року при спробі виходу з оточення в Іловайську — розстріляний російськими військовиками в «зеленому коридорі смерті» — їхав у кузові броньованого КАМАЗу в складі автоколони батальйону «Донбас». Коли автівка вже доїжджала до Червоносільського, по ній вистрілив російський танк. Кабіну розірвало, потім здетонував боєкомплект у кузові. Тоді ж загинули Владислав Стрюков — «Стаф», Віктор Дмитренко-«ВДВ», Олег Уляницький — «Контра», Артур Чолокян — «Кавказ», Сергій Дятлов — «СВД», Маламуж Олександр — «Рус», Василь Білий — «Лисий».
Вважався зниклим безвісти. Впізнаний за експертизою ДНК, перепохований 29 серпня 2015-го в місті Кривий Ріг.

## Нагороди і вшанування
За особисту мужність, сумлінне та бездоганне служіння Українському народові, зразкове виконання військового обов'язку відзначений — нагороджений
- 15 вересня 2015 року — орденом «За мужність» III ступеня (посмертно)
- нагороджений нагрудним знаком «За заслуги перед містом» ІІІ ступеня (посмертно)
- Його портрет розміщений на меморіалі «Стіна пам'яті полеглих за Україну» у Києві: секція 3, ряд 9, місце 13
- Вшановується 29 серпня на щоденному ранковому церемоніалі вшанування українських захисників, які загинули цього дня у різні роки внаслідок російської збройної агресії[1]
- Іловайський Хрест (посмертно)